# Gustaf Nordbergs Vagnfabrik AB

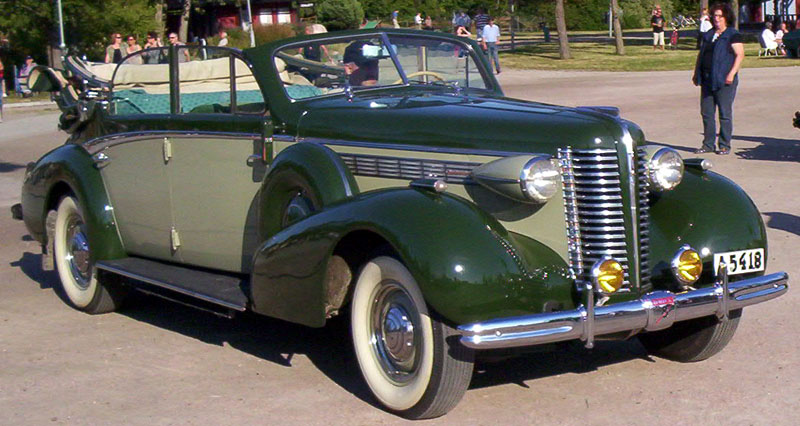
Buick Roadmaster 1938 med Nordberg-kaross.

Gustaf Nordbergs Vagnfabrik AB var en vagnfabrik i Stockholm i början av 1900-talet. Den startades av Gustaf Nordberg som firma Gustaf Nordbergs Sadelmakeri & Vagnfabrik och hade sina lokaler på Rehnsgatan 16. Senare flyttade tillverkningen till Tegnérgatan 37.

## Produktion

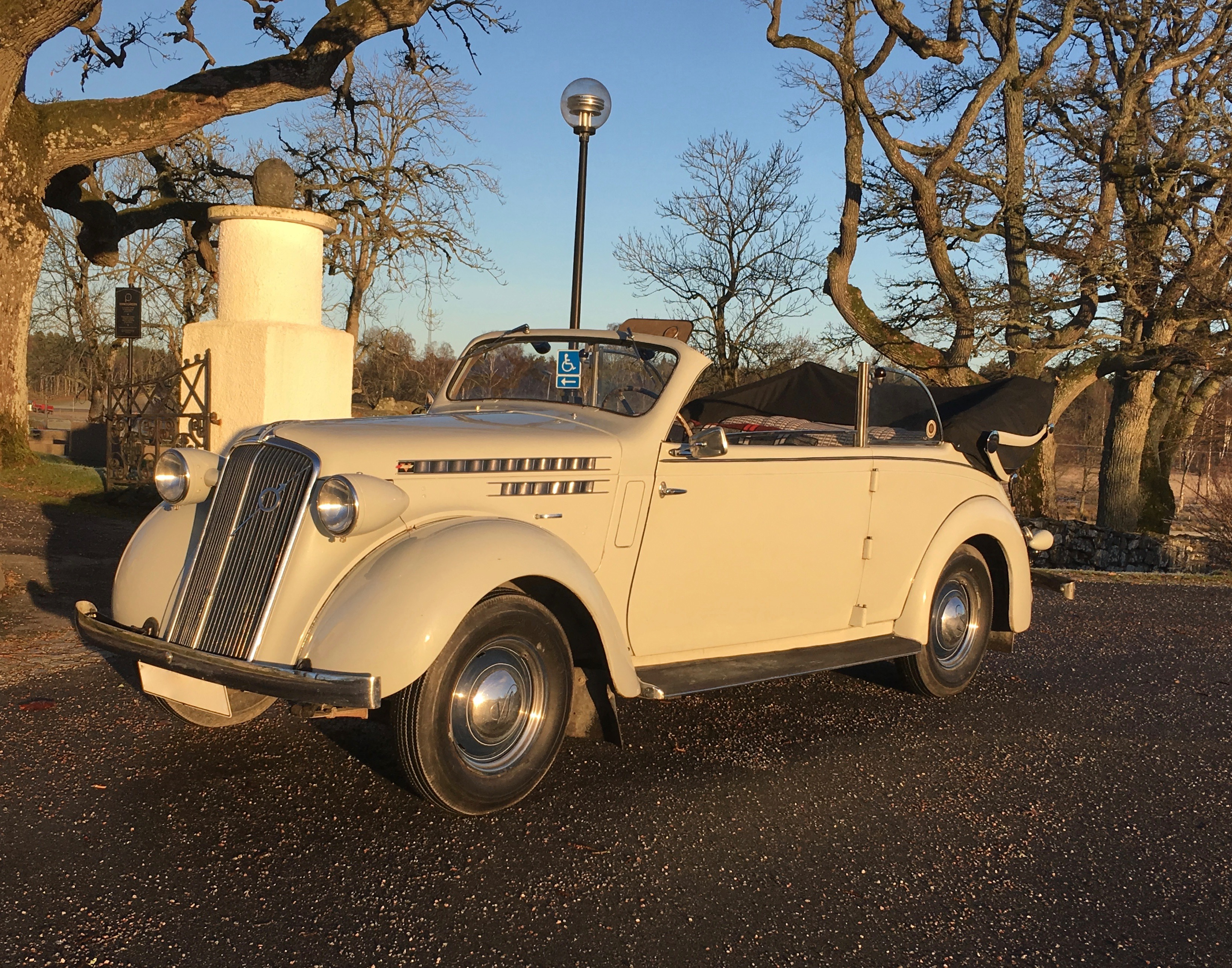
Volvo Pv51C 1937 byggd av Nordbergs karosserifabrik 1937

Tidigt byggde man en hästdragen persontransportvagn. Firman byggde dels fullständiga karosser till bilar, dels utfördes reparationer och tillverkning av suffletter och bagageräck.
År 1930 byggde firman en sjusitsig täckt kaross på ett Cadillac V8-chassi åt kung Gustaf V. År 1933 byggde Nordbergs åt Volvo den mycket avancerade Venus Bilo.
 Bilen var ritad av Gustaf Ericsson, son till Lars Magnus Ericsson och tidigare ägare till AB Gustaf Ericssons Automobilfabrik.
År 1938 byggde firman en mer än 4 meter lång limousin på Cadillac-chassi. Den blev Gustaf V:s favoritbil och användes ända till 1954. Sätena var flyttbara så de kunde placeras mitt för varandra så att kungen kunde spela kort under resan.
Bolaget byggde flera olika karosser för Volvo, bland annat en modell som byggde på Volvo PV51-chassiet. Den var en öppen convertible.
Även ambulanser byggdes på Volvo-chassi. På bilden en ambulans på Volvo PV830.
Bolaget byggde totalt 35 karosser på Rolls Royce-chassier under åren 1912–1953.
En av dem var en Silver Wraith, byggd 1953.
Stockholmspolisen fick också en ny piketbil där karossen var byggd av Nordberg.
Nordbergs byggde också ambulanser åt Stockholm Brandkår.